# El becerro de oro (novela)
El becerro de oro (del ruso: Золотой телёнок) es una novela satírica soviética de los escritores Ilf y Petrov (Iliá Ilf y Yevgueni Petrov), publicada en 1931. Su primera parte, escrita en 1927-1928 fue Las doce sillas.

## Personajes

### Centrales
- Ostap Bénder, gran estratega.
- Shura Balagánov, "hijo favorito del teniente Schmidt" (líder de la Insurrección de Sebastopol en 1905).
- Mijaíl Samuélevich Panikovski, ciudadano sin pasaporte.
- Adam Kazimírovich Kozlévich, propietario y conductor del Antilopa-Gnu, un automóvil de la marca Loren-Dietrij.
- Aleksandr Ivánovich Koreiko, millonario clandestino soviético.

### Episódicos
- Funt, presidente-sustituto (para cumplir penas de cárcel).
- Zosia Sinítskaya, una atractiva joven
- Sinitski, abuelo de Zosia aficionado a resolver jeroglíficos.
- etc.

## Argumento
El gran estratega Ostap Bénder que había acabado en aprietos en el episodio anterior, sale vivo de una herida de cuchillo en el cuello milagrosamente. Bénder en esta nueva entrega se dedica a chantajear. Se entera, tras conocer al "hijo del teniente Schmidt" Shura Balagánov, de la existencia del millonario clandestino Aleksandr Ivánovich Koreiko. El gran estratega decide quitarle parte de su dinero ya que "conoce 400 modos relativamente honestos de hacerlo". Pero el modo escogido no funciona, el mismo Koreiko lo tacha de "tentativa lamentable de chantaje de calidad inferior", tras la aproximación seria al asunto de Bénder, cuando le comunica que con un trabajo persistente conoce los detalles de la segunda vida, la clandestina, del millonario y que quiere vendérselos por un millón de rublos.
A pesar de la ayuda activa en el asunto de la tripulación del Antilopa-Gnu - Adam Kozlévich, el mencionado Balagánov y Panikovski - la búsqueda del millón resultará una tarea difícil.

## Adaptaciones
- Unión Soviética Золотой телёнок (1968), de Mijaíl Schweitzer.
- Checoslovaquia Přehlídce velím já (1970), de Max Yaroslav.
- Hungría Aranyborjú (1974), de Miklós Sinetar.
- Rusia/Francia Мечты идиота (1993), de Vasili Pichul.
- Rusia Золотой телёнок (2006), de Uliana Shílkina.

### Radio
- 2006, Золотой телёнок de Yevgueni Vésnik.
- 2007, páginas seleccionadas, dirigido por Andréi Mirónov.